# Rudolf Tornérhjelm
Rudolf Victor Tornérhjelm, född den 19 februari 1814 på Gedsholm i Ekeby socken i Malmöhus län, död den 16 juni 1885 på Vrams Gunnarstorps slott i Norra Vrams socken, var en svensk kommunalordförande, överhovstallmästare, godsägare och riksdagsman. Han var far till Gustaf Tornérhjelm.
Rudolf Tornérhjelm var ägare till godset Vrams Gunnarstorp i Malmöhus län. Han var ledamot av riksdagens första kammare 1866 till 1884, invald i Malmöhus läns valkrets.

## Utmärkelser
- Kommendör av Vasaorden (KVO), 12 juli 1858.
- Kommendör av Dannebrogorden (KDDO), juni 1860.
- Kommendör av Sankt Olavsorden (KNS:tOO), 6 augusti 1860.
- Storkorset av Dannebrogsorden (StkDDO), 3 augusti 1865.
- Kommendör med stora korset av Vasaorden (KmstkVO), 14 maj 1873.
- Storkorset av Frälsarens orden (StkGrFrO), 1878.